# Хопи
Хопи или Моки су индијански народ из шошонског огранка јутоастека. Говоре језиком из јуто-астечке језичке породице. Данас су настањени на подручју резервата Хопи у североисточној Аризони. На попису у САД 2010. године као Хопи се изјаснило 19.327 грађана.

## Назив
Хопи се међу собом зову Хопит, „Мирни” или Хопиту-шинуму, „Мирољубиви људи”. По својој природи они заиста и јесу доста „мирни” и често се називају „Мирољубиви” у литератури. Име Моки или Мокуи је нејасно, на њиховом језику ова реч значи „Мртва” и свакако нема етничку вредност. Од имена која су им дали друга племена, најпознатији је оно како их помињу Апачи. Он су их назвали А-ар-ке или Е-ар'-ке, што значи „Они који живе високо на врху меса”. Хопији су били присиљени градити своје пуебле на месама управо због напада Апача и Навахо Индијанаца, и касније и Шпанаца.

## Пуебли
Хопи су имали седам главних пуебала који могу имати неке карактеристике племена. То су:
- Аватови (уништен), око 14 km југоисточно од Валпија.
- Мишонгнови, у другој Меси.
- Ораиби, Трећа или Западна Меса.
- Шипаулови, друга или средња Меса.
- Шунгопави, у Другој Меси.
- Сичамови, на Првој или Источној Меси.
- Валпи, у Првој Меси.

Постоји и неколико мање познатих пуебло-насеља:
- Хомолоби, у близини Винслоуа, овај пуебло су населили преци из различитих Хопи кланова.
- Кисакови, на сјеверозападној страни Источне Месе. Припадао је прецима Валпима.
- Коечаптевела, на првим терасама источне Месе близу Валпи. Припадао је предацима Валпима.
- Моенкопи, фармерско село Ораибија око 40 mi (64 km) северозападно од њега.

Разни аутори редовно међу пуебле Хопија убрајају и онај племена Хано, племена кајова-таноанског народа Тева, које нема ничега заједничког са јуто-астечким племеном Хопи, осим чињенице да су се населили на њиховој земљи.

## Новија историја
Хопије 1540. године посећују људи Франциска Коронада које је предводио Педро де Товар. Због географске изолованости, Хопи су остали прилично дуго поштеђени европског утицаја, у односу на друга пуебло племена. Шпанци своје мисије почињу утемељивати тек 1629. у пуеблима Аватови, Ораиби и Шунгопави. Једна група Хопија, Аватови, позвала је мисионаре да се врате. Након Пуебло устанка напустили су пуебле изграђене у подножјима и саградили нове по Месама, да би се могли бранити од Шпанаца. У истом времену једна група Тева Индијанаца, Хано, побегла је из подручја реке Рио Гранде и саградила себи пуебло међу Хопијима. Током 18. и 19. века, учестали су напади Навахо Индијанаца, рођака Апача из групе Атабаскана. Борба са ратоборним племенима завршава се тек крајем 19. века након њихове пацификације. 1882. за Хопије је основан резерват „Хопи Индијански Резерват”, у коме и данас живе са Хано Индијанцима, али на њему има и припадника других племена. Окружен са свих страна резерватом Навахо, 60.-тих и 70.-тих година 20, века долази до нове неприлике са Навахосима који су у великом броју нагрнули на резерват Хопија са већинском Навахо-популацијом. Дошло је до жестоког сукоба и преко 10.000 Наваха и око 100 Хопи индијанаца из тог подручја је морало бити пресељено.

## Етнографија
Хопи су седелачки земљорадници, произвођачи кукуруза, пасуља, памука, дувана и других култура. Пуебли Хопија подељени су по клановима, најпознатији су кланови Антилопа и Змија чији чланови приређују свету церемонију Плес змија, плес у којем плешу са живим змијама у устима. Све се у змијском плесу своди у ствари на молитву за кишу, која треба да падне и да живот кукурузу који ће нахранити Индијанце. Клан Јазавац изводи плесове Качина. Њихове религијске ритуале описао је историчар уметности и етнолог Аби Варбург у књизи „Ритуал змије”.

## Галерија
- Плес хопских жена, 1879, насеље Ораиби у Аризони, фотографија Џона К. Хилерса
- Плесачева Стена, 1879, насеље Валпи у Аризони, фотографија Џона К. Хилерса
- Традиционално хопско село Валпи, 1920
- Традиционалне хопске куће, 1906, фотографија Едварда Ш. Куртиса
- Жена плете хопске корпе, 1900, фотографија Хенрија Пибодија
- Жена плете хопске корпе
- Хопска девојчица, фотографија Едварда Ш. Куртиса
- Ирис Нампејо, широм света позната хопска грнчарка са својим производима, 1900, фотографија Хенрија Пибодија
- Хопска девојка у Валпију, 1900, њена фризура указује на то да је спремна за удају
- Четири младе Хопкиње мељу жито, 1906, фотографија Едварда Ш. Куртиса
- Одрасла Хопкиња сређује косу неудате девојке, 1900, фотографија Хенрија Пибодија
- Хопска деца и бицикл, Хопски резерват, 1970
- Хопска девојка, 1922, фотографија Едварда Ш. Куртиса
- Хопкиња, 1922, фотографија Едварда Ш. Куртиса
- Хопске девојке, 1922, фотографија Едварда Ш. Куртиса